# 亨利一世 (羅伊斯-施萊茨)
亨利一世（德語：Heinrich I，1639年3月26日—1692年3月18日），羅伊斯-施萊茨伯爵，1640年至1692年在位。父親是亨利三世。

## 家庭
1662年，亨利一世與以絲帖·馮·哈爾德格·格拉茲（Esther von Hardegg auf Glatz）結婚，兩人共有1子2女：
1. 艾蜜莉·阿格尼絲（英语：Emilie Agnes Reuss of Schleiz）（1667年—1729年）
2. 亨利十一世（1669年—1726年）
3. 蘇珊娜·瑪麗（1673年—1675年），夭折

以絲帖於1676年去世。1680年，亨利一世與安娜·伊莉莎白·馮·青岑多夫（Anna Elisabeth von Zinzendorf）結婚，兩人共有1子1女：
1. 亨利二十四世（1681年—1748年）
2. 伊莉莎白（1682年—1683年），夭折